# Bronco
Il bronco è ciascuna delle due ramificazioni terminali della trachea. A livello della 4ª-5ª vertebra toracica la trachea termina dividendosi nel bronco sinistro e nel bronco destro. I due bronchi, di uguale struttura, si dirigono verso l'ilo polmonare dove si dividono ulteriormente per formare un'arborizzazione all'interno dei polmoni: l'albero bronchiale.
I due bronchi principali e parte della prima ramificazione sono chiamati bronchi extrapolmonari, mentre la parte dell'albero dentro i polmoni bronchi intrapolmonari. In completa continuità con la trachea, permettono all'aria inspirata di arrivare ad entrambi i polmoni dopo essere passata per la faringe, la laringe e la trachea stessa.

## Disposizione e rapporti
Subito dopo essere nati, all'altezza della 4ª-5ª vertebra toracica, i due bronchi si portano in basso e lateralmente in direzione dell'ilo polmonare. Il bronco sinistro si stacca formando, con l'asse longitudinale della trachea, un angolo di 40-50°, mentre il bronco destro presenta un angolo di 20°, donando all'angolo di biforcazione un valore di 70° circa. Visti il maggior volume e capacità respiratoria del polmone destro, il bronco destro presenta un calibro superiore del sinistro (15 mm e 11 mm rispettivamente), ma una lunghezza inferiore (2 cm e 5 cm rispettivamente).
I bronchi sono in rapporto con i vasi e nervi entranti e uscenti dai polmoni e quindi con le arterie polmonari, le vene polmonari, le arterie bronchiali, le vene bronchiali anteriori e posteriori, i rami bronchiali del vago e con il plesso cardiaco. Il bronco sinistro è scavalcato dall'arco dell'aorta, mentre la vena azigos descrive un arco sopra il bronco destro che è posto posteriormente alla vena cava superiore.

## Albero bronchiale

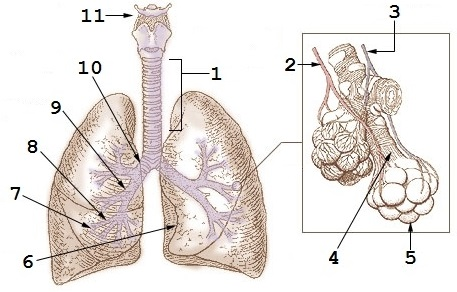
Immagine riassuntiva dell'apparato respiratorio: 1) Trachea 2) Vena polmonare 3) Arteria polmonare 4) Condotto alveolare 5) Alveolo 6) Fossa cardiaca 7) Bronchi lobulari e bronchioli 8) Bronchi second'ordine 9) Bronchi di prim'ordine 10) Bronchi principali 11) Laringe

I bronchi vanno incontro a suddivisioni successive intimamente collegate con l'organizzazione interna dei polmoni. Ogni bronco, poco prima di impegnarsi nei polmoni, si divide in bronchi di prim'ordine o bronchi lobari: il polmone destro presenta tre lobi, mentre il sinistro due quindi anche i bronchi corrispondenti si suddivideranno rispettivamente in tre e due bronchi lobari. Da questi si formano i bronchi di second'ordine (o bronchi zonali o bronchi segmentali) destinati alle zone polmonari. Le zone sono suddivise in lobuli che ricevono un'ulteriore ramificazione bronchiale, i bronchi lobulari che si suddividono poi in bronchioli intralobulari ed, infine, in bronchioli terminali.
La diramazione è, quindi, la seguente:
1. bronchi principali
2. bronchi di prim'ordine o bronchi lobari
3. bronchi di second'ordine o bronchi zonali o bronchi segmentali
4. bronchi lobulari
5. bronchioli intralobulari
6. bronchioli terminali

L'albero bronchiale inizia quando iniziano i bronchi e termina nel parenchima polmonare come bronchioli terminali. Tutta la regione dell'albero che precede i bronchioli lobulari viene chiamata parte intrapolmonare dell'albero bronchiale, mentre le ramificazioni bronchiali all'interno del lobulo prendono il nome di parenchima polmonare.
Da ciascuno dei bronchi principali e per tutta la parte intrapolmonare dell'albero bronchiale si staccano ad angolo acuto alcuni rami collaterali che non fanno perdere al bronco la sua individualità, ma solo diminuire di calibro secondo la modalità di ramificazione detta monopodica. A livello dei bronchioli terminali, invece, la ramificazione diventa dicotomica in quanto ogni ramo si sdoppia in due rami di uguale calibro formanti fra loro un angolo ottuso o una divisione a T.
L'albero bronchiale è di fondamentale importanza per stabilire il decorso di vasi e nervi entranti e uscenti dal polmone: tutte le strutture vascolari e nervose, infatti, sono satelliti dei bronchi. Albero bronchiale e le strutture annesse formano un tutt'uno grazie al connettivo elastico che li avvolge.

## Vascolarizzazione ed innervazione

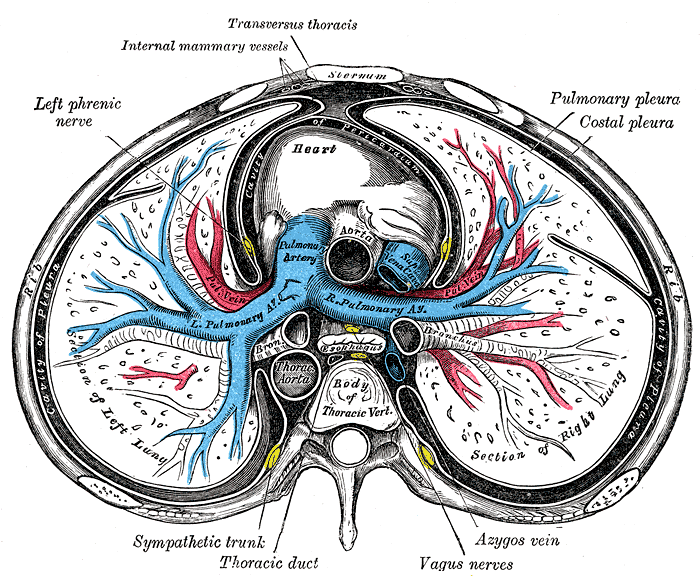
Sezione del torace

I bronchi sono vascolarizzati dalle arterie bronchiali, rami dell'aorta, e dalle vene bronchiali. Dall'aorta originano tre arterie bronchiali: una per il bronco destro e due per il sinistro. Dopo aver dato rami per la formazione del peduncolo polmonare, le arterie penetrano nel polmone dove si ramificano seguendo l'albero bronchiale fino ai bronchioli intralobulari dove terminano con i rami più distali formando una rete capillare che è in comunicazione con i rami dell'arteria polmonare. Nella parete dei bronchi si vengono a formare due reti capillari, una superficiale per la mucosa e una profonda per muscoli e ghiandole. I capillari si riuniscono poi in vene che, se provenienti dai bronchi più sottili si aprono nelle vene polmonari, mentre se provengono da bronchi più grossi sboccano nelle vene bronchiali. Nelle vene bronchiali, prima di riunirsi uscendo dall'ilo in tronchi che sboccano poi nelle vene azigos ed emiazigos, si aprono anche rami venosi provenienti dalla parete dei vasi polmonari.
Il drenaggio linfatico fa capo ai linfonodi cervicali profondi, tracheali e bronchiali.
I bronchi sono innervati da nervi provenienti dai plessi polmonari anteriori e posteriori.

## Struttura

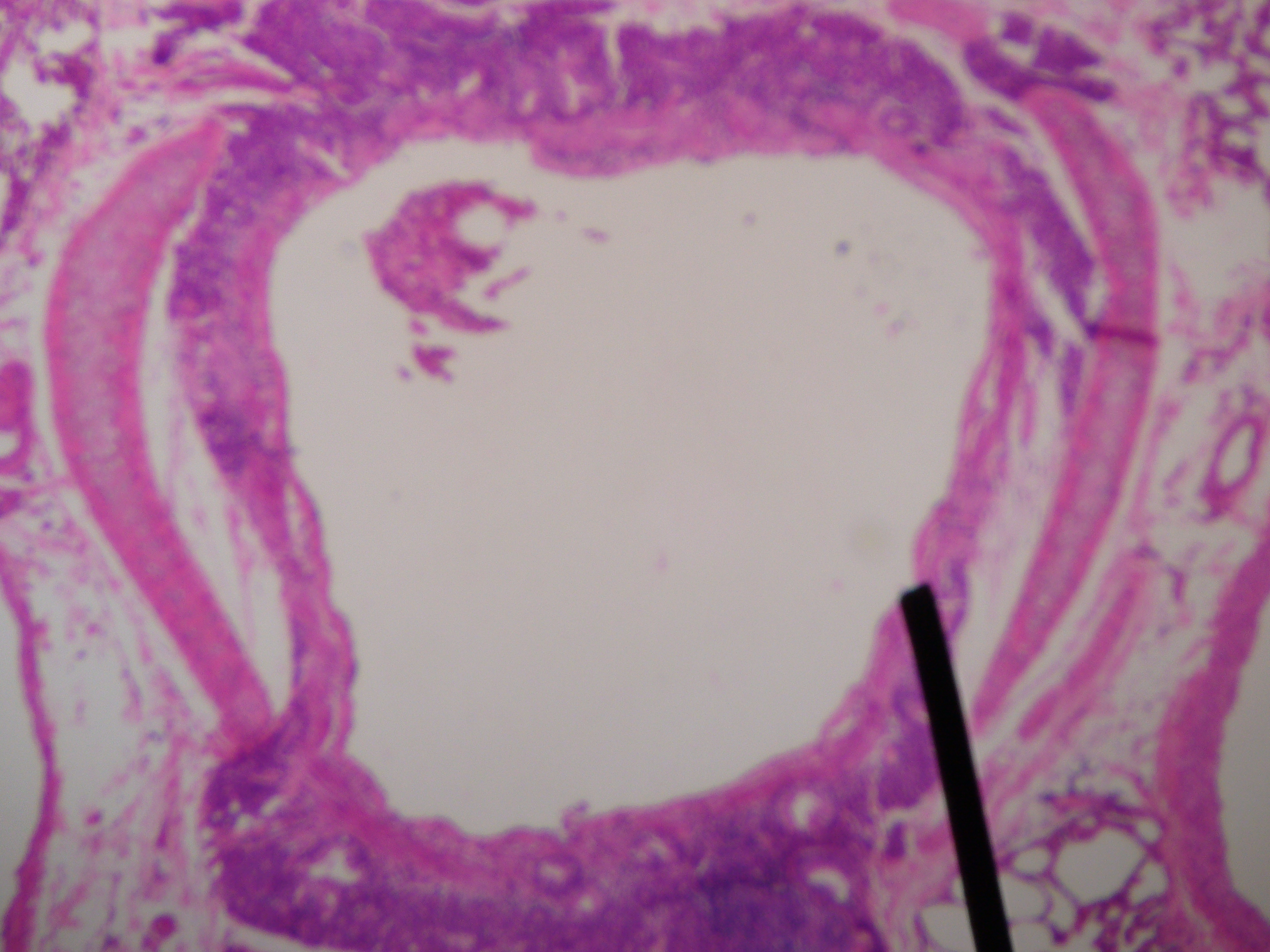
Sezione di un bronco al microscopio ottico

I bronchi, che condividono la struttura con la trachea, sono composti da anelli cartilaginei incompleti posteriormente lasciando il posto alla parte membranosa della parete. Nel complesso sono formati da tre tonache (dall'esterno all'interno): fibrosa, sottomucosa e mucosa.
La tonaca mucosa  è liscia in avanti, mentre posteriormente si solleva in pieghe longitudinali ed è formata da un epitelio di rivestimento cilindrico pluriseriato (o pseudostratificato) e una lamina propria connettivale ricca di fibre elastiche attraversata dai condotti escretori delle ghiandole e contenente noduli linfatici. L'epitelio di rivestimento presenta cellule con ciglia vibratili che permettono una corrente di muco dall'interno all'esterno. Intercalate a queste, sono presenti cellule caliciformi mucipare (anche se meno numerose rispetto alla trachea) e cellule con microvilli in superficie, probabilmente destinate all'assorbimento o alla funzione di chemorecettori. Nello strato basale si trovano cellule che ricevono fibre nervose formando giunzioni citoneurali che contengono granuli elettrondensi, le cellule P o cellule di Feyrter, che possono essere isolate o in piccoli gruppi chiamati corpi neuroepiteliali o NEB (neuroepithelial body). Questi granuli contengono serotonina e vari neuropeptidi (come sostanza P, CGRP o somatostatina) che vengono rilasciati in caso di ipossia adattando le pareti delle vie aeree all'aria respirata.
La tonaca sottomucosa è più spessa a livello della parte membranosa ed è formata da connettivo lasso con lobuli adiposi. Contiene i corpi delle ghiandole tracheali, cioè ghiandole tubulo-acinose composte a secrezione sierosa, mucosa e mista presenti in queste regioni. Nella parte membranosa, inoltre, sono presenti fascetti di fibrocellule muscolari lisce a decorso trasversale che si inseriscono sulla faccia interna degli anelli o dei legamenti tracheali. Posteriormente a questi si trovano altri fascetti a decorso longitudinale.
La tonaca fibrosa, più esterna, è formata da connettivo denso ricco di fibre elastiche. Avvolge gli anelli tracheali formati da cartilagine ialina fondendosi con il pericondrio e tra questi anelli forma i legamenti tracheali. Gli anelli cartilaginei sono in numero di 4-6 nel bronco di destra e 9-12 nel bronco di sinistra, hanno uno spessore di 1,5 mm e un'altezza di 3-4 mm. Sono incompleti posteriormente dove sono formano la parte membranosa e separati da legamenti anulari formati dalla tonaca fibrosa stessa. Nei bronchi le cartilagini hanno forme più irregolari che nella trachea e man mano che il diametro bronchiale diminuisce gli anelli sono sostituiti da placche isolate o isole cartilaginee.
Ancora più all'esterno i bronchi sono avvolti, insieme ai vasi annessi, da un connettivo ricco di fibre elastiche.

## Derivazione embriologica
Verso il 28º giorno si assiste al primo abbozzo respiratorio con la formazione di un rilievo mediano dell'estremità caudale della parete ventrale dell'abbozzo faringeo, il solco laringotracheale. Alla fine della IV settimana il solco evaginandosi forma una tasca, il diverticolo laringotracheale, che si allunga caudalmente ricoprendosi di mesenchima splancnico e allargandosi nella porzione terminale, dove forma un abbozzo o gemma polmonare. Questo diverticolo è il primordio della trachea, mentre la gemma polmonare dividendosi in due estroflessioni forma gli abbozzi bronchiali primitivi. Questi abbozzi formano quasi subito dopo gemme bronchiali secondarie e terziarie. All'inizio della V settimana si formano gli abbozzi dei bronchi primari come ingrandimento della connessione fra gli abbozzi e la trachea. I bronchi di second'ordine si cominciano a formare alla VII settimana. Alla 24ª settimana si sono formati 17 ordini di ramificazioni e i bronchioli respiratori sono in via di sviluppo. Dopo la nascita si svilupperano altri 7 ordini di ramificazione.
La parete di queste strutture si forma dall'endoderma che riveste il solco laringotracheale (che darà origine all'epitelio e alle ghiandole) e dal mesoderma splancnico che circonda il diverticolo (che darà origine al tessuto connettivo, alla cartilagine e alla muscoltura liscia).

## Funzione
La funzione dei bronchi è quella di permettere il passaggio dell'aria dalla trachea ad entrambi i polmoni.